# Steyr (ville)
Pour les articles homonymes, voir Steyr.

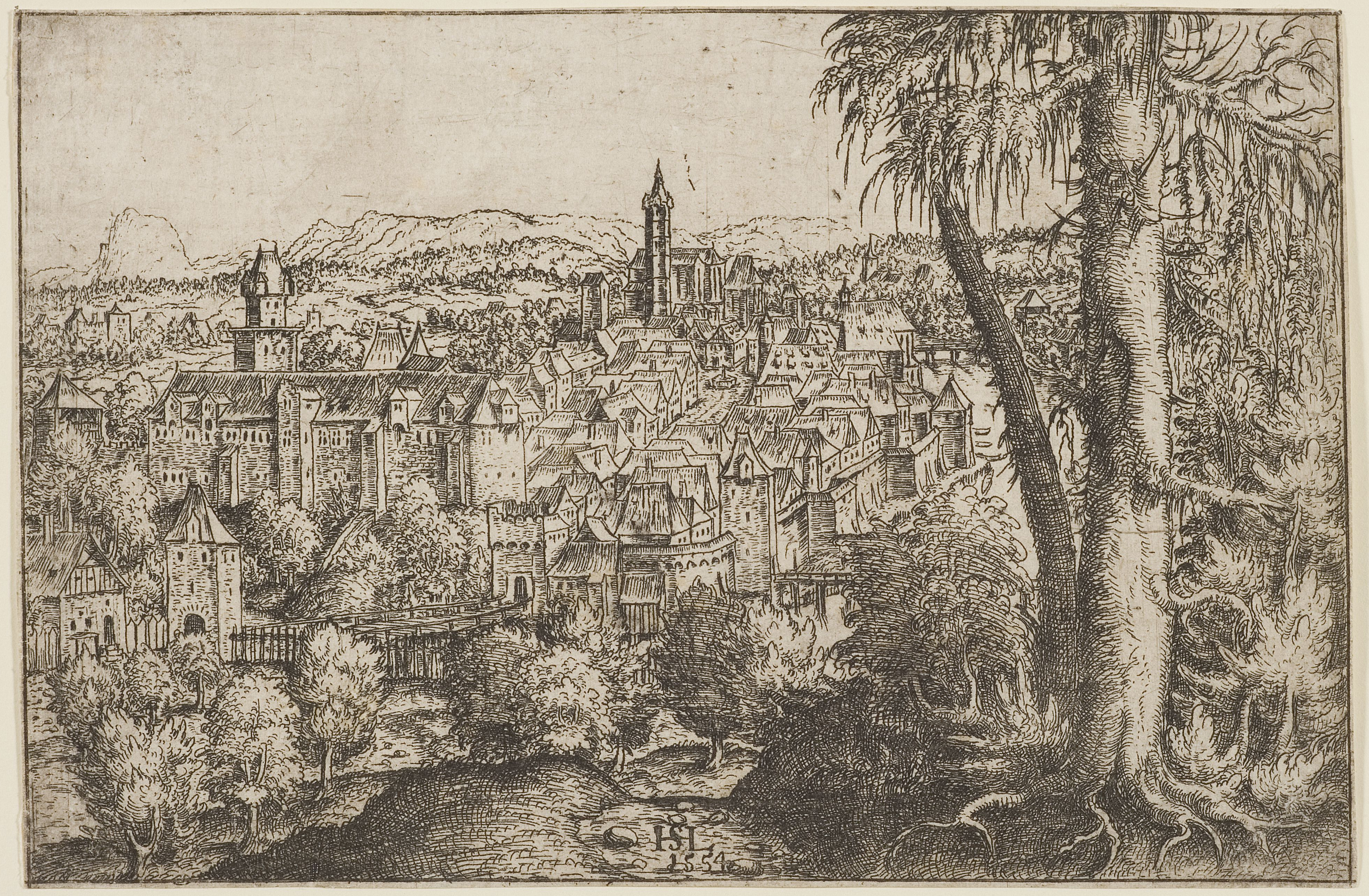
Vue de Steyr, eau-forte de Hanns Lautensack (1554).

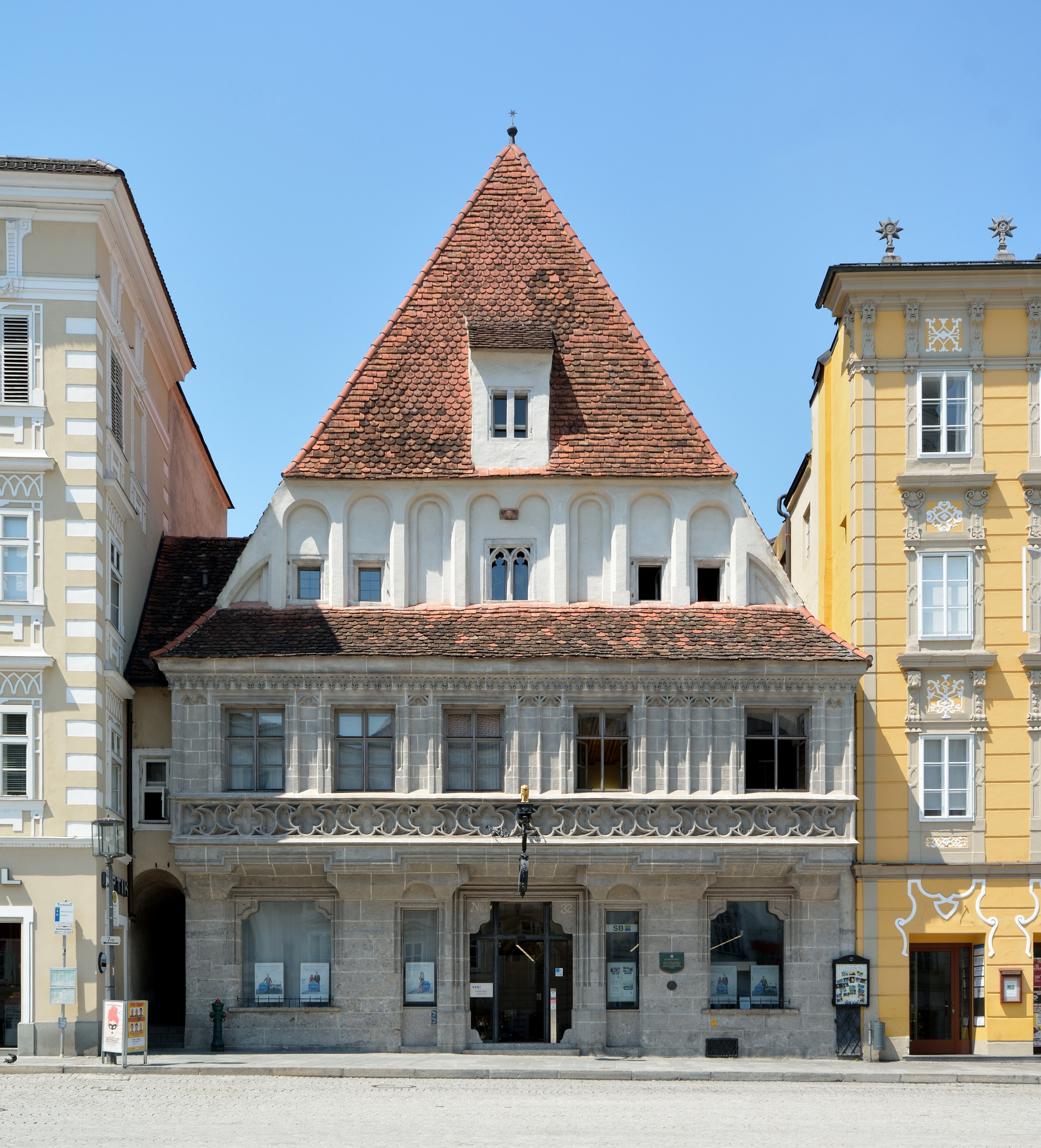
Bummerlhaus, l'emblème de la ville

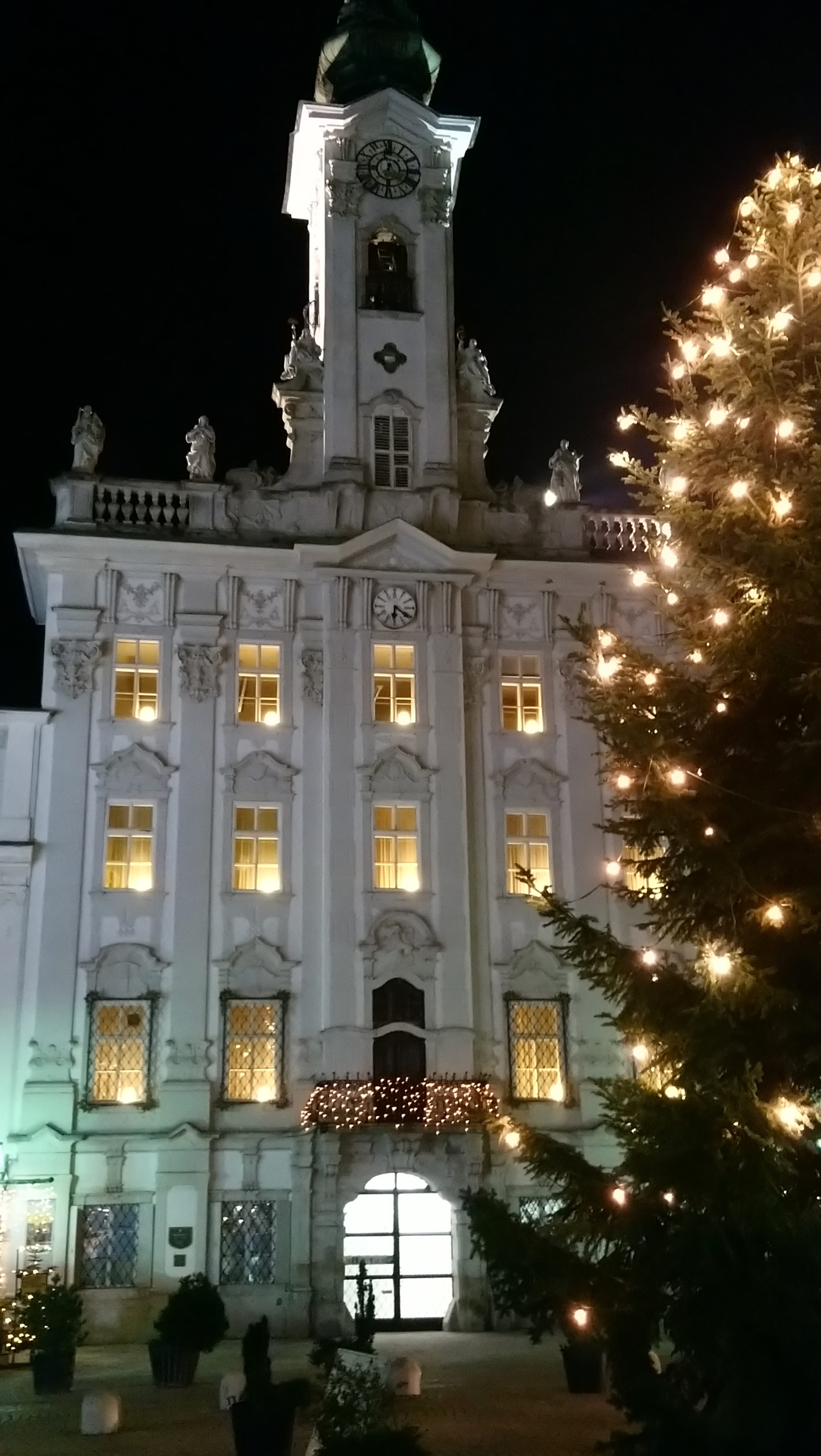
Mairie de Steyr

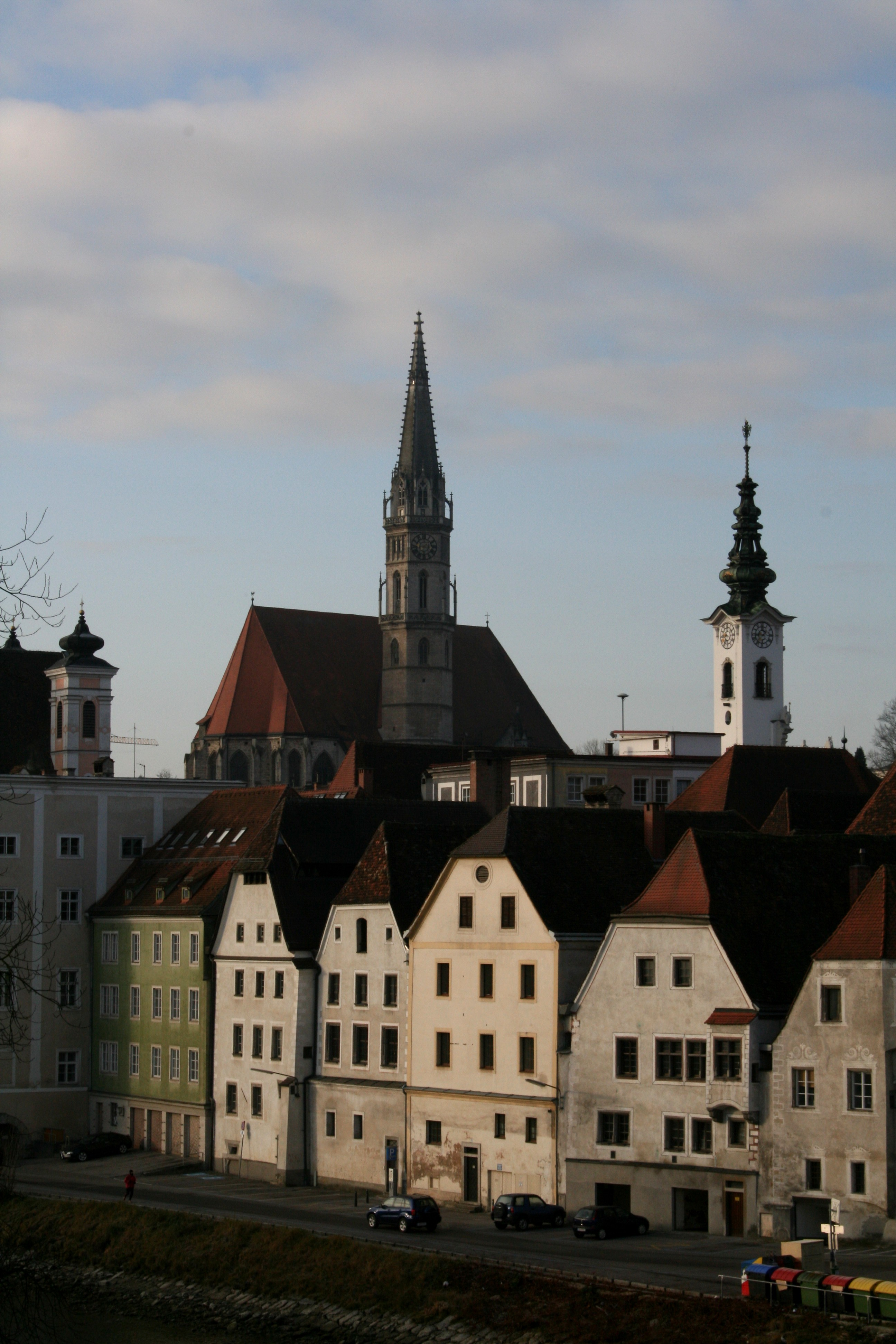
Steyr

Steyr est une ville située dans le nord de l’Autriche. D'un passé glorieux qui lui valut de donner son nom à la Styrie et de rivaliser avec Vienne, Steyr a conservé son rôle de métropole économique et se classe, pour la population, au troisième rang des villes de Haute-Autriche, après Linz et Wels. À l'écart de la ville ancienne, qui a sauvegardé tout son caractère, se sont développés les faubourgs industriels animés par des entreprises de renommée internationale comme BMW, MAN et SKF.
Depuis le XIVe siècle, la ville est connue comme centre métallurgique en utilisant les gisements de fer de la Styrie et l'eau de ses rivières, et était réputé pour ses armuriers.
Au milieu du XVIIe siècle, des milliers de mousquets, de pistolets et de carabines y étaient produits annuellement pour les besoins de l'armée impériale des Habsbourg.

## Géographie
Localisée en Haute-Autriche à la frontière avec la Basse-Autriche, Steyr est située au confluent de la Steyr et de l’Enns dans la région des Préalpes.
La petite ville comptait au recensement de 2001 39 340 habitants. 
Steyr est divisée en huit « communes cadastrales » (Katastralgemeinden) : Christkindl (la plus connue, avec son pèlerinage), Föhrenschacherl, Gleink, Hinterberg, Jägerberg, Sarning, Stein et Steyr.

## Histoire
En 600 av. J.-C., les Celtes ont peuplé la région et ils ont extrait pour la première fois le fer de la montagne. Le nom de Steyr vient du celtique et désigne la rivière du même nom.
Puis les Romains ont utilisé le fer pour produire des armes.
Au VIe siècle, cette région a été peuplée par des tribus bavaroises. Plus tard, elle a fait partie du district du monastère de Kremsmünster, fondé par le duc de Bavière en 777. Pour se défendre contre les Hongrois, les comtes de Wels-Lambach ont bâti, en 900, deux châteaux forts. 
En 1055, les Otakar, venant du Chiemgau, ont recueilli l’héritage de ces comtes. Grâce à des héritages et à des mariages intelligents, les Otakar ont pu notablement agrandir leurs propriétés en Styrie. En 1180, le dernier Otakar a été nommé comme duc par l’empereur Frédéric Barberousse. Six ans plus tard, le duc, malade et sans enfants, lègue Steyr aux seigneurs de Babenberg. 
Steyr perdit de son importance comme siège ducal, mais elle est devenue une ville importante pour l'industrie du fer au nord des Alpes.
Après la mort du dernier Babenberg en 1246, des temps durs ont commencé pour Steyr. À cause de la paix d’Ofen, Steyr a été séparée de sa région (la Styrie) et de sa base économique, la montagne de minerai sous les Habsbourgeois en 1254.
Le 23 août 1287, les habitants de Steyr ont récupéré leurs anciens droits de commerce et de transformation du fer.
Le commerce avec Venise était alors très important. Steyr était une des neuf villes allemandes qui possédait un comptoir de commerce propre à Venise.
Au XVe siècle, la ville atteignit son apogée économique. À cette époque, Steyr était, après Vienne, la ville la plus fortunée et distinguée d’Autriche.
Les doctrines de Luther, propagées en 1525, ont été favorablement accueillies par les habitants de Steyr. Au début de la Contre-Réforme, il n’y avait que dix-huit familles catholiques. 
Au même siècle, on a noté pour la première fois le déclin du commerce du fer. Pour arrêter cette évolution négative, on a fondé la compagnie du commerce du fer en 1583.
Mais l’éclatement de la guerre de Trente Ans, la Contre-Réforme, la grande guerre des paysans de Haute-Autriche et l’expulsion des protestants en 1625 ont mené à la décadence économique de Steyr.
Au temps du baroque, après les invasions turques, Steyr revit un nouvel apogée.
Le 29 août 1727, Steyr a été éprouvée par un incendie catastrophique qui a détruit une grande partie de la cité.
Le 25 décembre 1800, y est signé l'armistice de Steyr entre l'archiduc Jean et le général Moreau mettant fin aux hostilités dans le Saint-Empire.
À la fin de l'été 1855, une épidémie de choléra se déclare dans la ville et des environs. Sa principale victime est Leopold Werndl, ce qui aura pour conséquence la création de l'entreprise de fabrication d'armes Steyr par son fils Josef Werndl.
De 1942 à 1945 la commune de Münichholz était le lieu du camp de concentration de Steyr-Münichholz. Les détenus devaient travailler dans la production des armements et ils devaient construire des rues et des abris antiaériens.

## Économie
- BMW moteurs S.A.R.L.

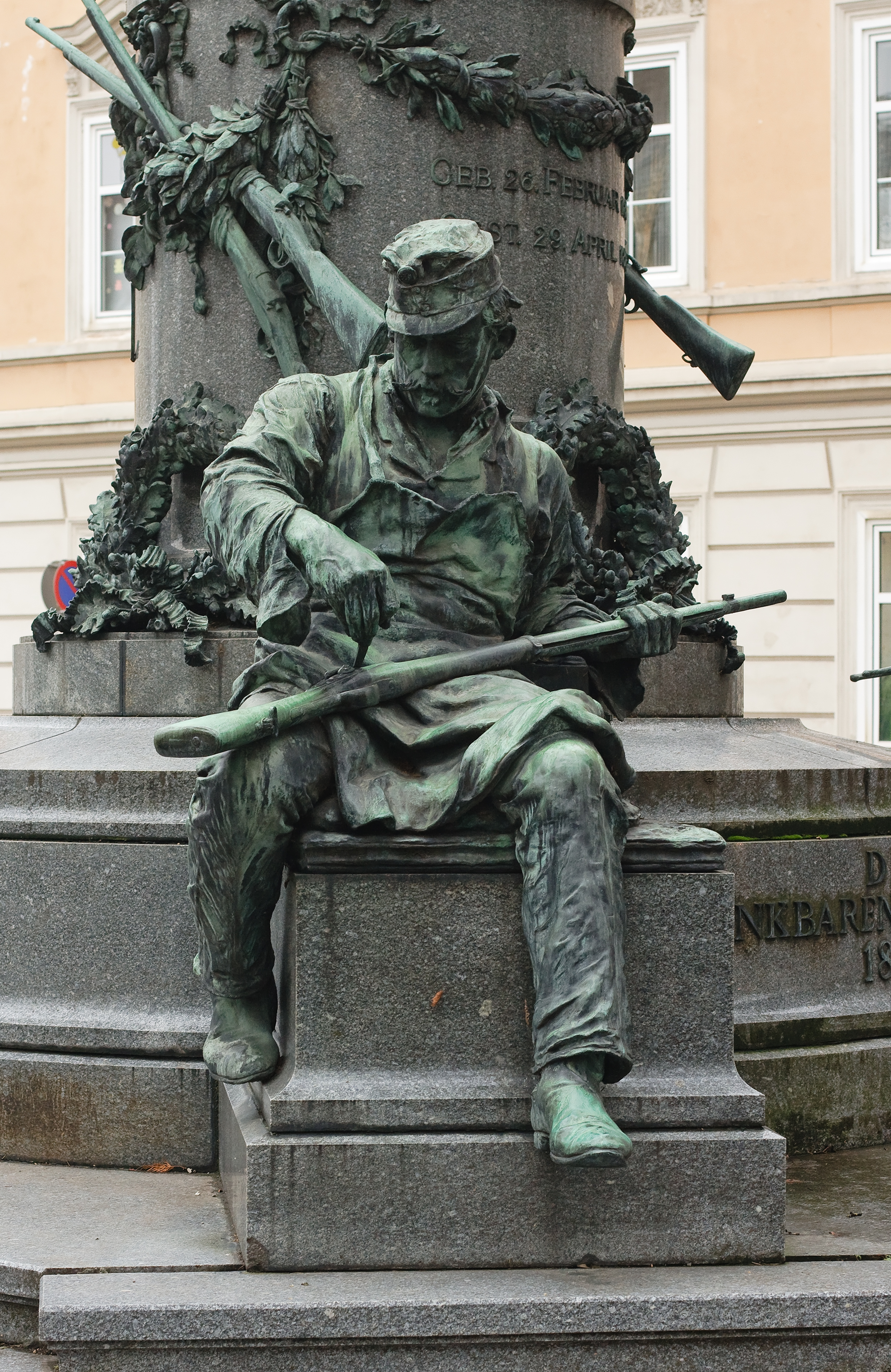
Statue d'un ajusteur de la manufacture d'armes de Steyr.

- CNH Autriche S.A.R.L., production des tracteurs Steyr
- GFM Steyr S.A.R.L., machines pour la forge
- MAN véhicules utilitaires Autriche, camions
- Steyr moteurs S.A.R.L.

## Lieux et monuments
- La place principale est considérée comme une des plus belles d'Autriche. On y trouve des bâtiments de diverses époques. L'hôtel de ville, chef-d'œuvre du rococo autrichien, construit entre 1765 et 1778; la Bummerlhaus, symbole de la ville, bâtiment gotique du XIIIe siècle; la Sternhaus baroque tardif; la meditzhaus façade baroque avec cour Renaissance.
- Le quai de l'Enns, avec ses maisons baroques parfaitement conservées.
- La Pharmacie du Lion, maison baroque.
- La Wasserturm construite en 1572. La tour fut raccourcie d'un tiers en 1909, car elle penchait dangereusement.
- L'église Saint-Michel, baroque construite entre 1635 et 1677.
- La Dunklhof, maison du XVe siècle, partie la plus ancienne d'un complexe de bâtiments abritant l'administration judiciaire locale. Cour à arcades du XVIe siècle.
- La fontaine rouge doit son nom à son toit aujourd'hui disparu. Une statue de la Vierge du XVIIIe siècle se trouve au centre.
- Le quartier industriel du XIXe siècle classé monument historique, des industries artisanales s'y trouvaient déjà au XIIe siècle. Le musée du monde du travail se trouve dans un ensemble d'usines du XIXe siècle.
- Le château Lamberg mentionné pour la première fois en 980. Seul le beffroi reste des fortifications originales. En 1727, il fut entièrement détruit par un incendie, et reconstruit en château baroque. Statues en pierre de sable dans la cour. La porte gothique dans la vieille ville menant au château est décorée d'une fresque représentant les empereurs Frédéric III et Maximilien Ier, dont on dit qu'ils sont les fondateurs de la ville.
- L'église paroissiale construite entre 1443 et 1522 sur les fondations d'une église romane, elle est dédiée aux saints Égyde et Coloman. À la suite d'un incendie, la tour de 80 mètres de haut fut reconstruite en style néogothique entre 1885 et 1889.
- Innerberger Stadel construit en 1612 pour entreposer des céréales, il abrite aujourd'hui le musée municipal.
- L'église Sainte-Marie reconstruite dans un style baroque au milieu du XVIIe siècle après la dégradation du couvent dominicain du XVe siècle lors d'inondations et d'incendies. Sur le parvis se trouvent deux petites chapelles représentant le Christ au mont des Oliviers, et la Crucifixion.
- L'église de pèlerinage Christkindl à trois kilomètres du centre-ville. Sa construction date de 1708.

La vieille ville a été proposée en 2002 pour inscription au patrimoine mondial et figure sur la « liste indicative » de l’UNESCO dans la catégorie patrimoine culturel.

## Personnages célèbres
- Franz Xaver Swediauer, médecin, né en 1748.
- Franz Kosch, prêtre et spécialiste du chant grégorien, né en 1894
- Oscar Holub, peintre, né en 1951
- Erich Hackl, écrivain, né en 1954
- Wilhelm Molterer, homme politique, ministre des Finances et vice-chancelier en 2007 et 2008, né en 1955
- Till Mairhofer, écrivain, né en 1958
- Marlen Haushofer, écrivain, (1920 - 1970) Taborfriedhof

## Jumelages
- Bethléem (Palestine)
- Eisenerz (Autriche)
- Kettering (Ohio) (États-Unis)
- Plauen (Allemagne)
- San Benedetto del Tronto (Italie)